# Robert Burns Smith
Robert Burns Smith, född 29 december 1854 i Hickman County, Kentucky, död 16 november 1908 i Kalispell, Montana, var en amerikansk politiker. Han var Montanas guvernör 1897–1901.
Smith studerade juridik och inledde 1877 sin karriär som advokat i Kentucky. Senare flyttade han till Helena. Som populist kandiderade han utan framgång i kongressvalet 1894. I guvernörsvalet i Montana 1896 ställde han upp som demokraternas kandidat men stöddes fortfarande av populisterna. Smith vann valet med närmare 71 procent av rösterna.
Smith efterträdde 1897 John E. Rickards som guvernör och efterträddes 1901 av Joseph Toole. 
Smith avled 1908 och gravsattes på Conrad Memorial Cemetery i Kalispell.